# نچرال بریج (آلاباما)
نچرال بریج (به انگلیسی: Natural Bridge) شهری در شهرستان وینستون ایالت آلاباما است که مساحت آن ۱٫۱۲ کیلومتر مربع است و در سرشماری سال ۲۰۱۰ میلادی، ۳۷ نفر جمعیت داشته و تراکم جمعیتی آن، ۳۳٫۰۴ نفر در هر کیلومتر مربع بوده است.